# Cryptosphaeroides
Cryptosphaeroides är ett släkte av skalbaggar. Cryptosphaeroides ingår i familjen Hybosoridae.
Kladogram enligt Catalogue of Life:
| Cryptosphaeroides | \| \| Cryptosphaeroides ankaranensis \| \| \| \| \| \| Cryptosphaeroides hippocrepis \| \| \| \| \| \| Cryptosphaeroides hystrix \| \| \| \| \| \| Cryptosphaeroides tenrec \| \| \| \| |
|                   | \| \| Cryptosphaeroides ankaranensis \| \| \| \| \| \| Cryptosphaeroides hippocrepis \| \| \| \| \| \| Cryptosphaeroides hystrix \| \| \| \| \| \| Cryptosphaeroides tenrec \| \| \| \| |
|                   | Cryptosphaeroides ankaranensis |
|                   | |
|                   | Cryptosphaeroides hippocrepis |
|                   | |
|                   | Cryptosphaeroides hystrix |
|                   | |
|                   | Cryptosphaeroides tenrec |
|                   | |